# فرقة المسيرة الخضراء
فرقة المسيرة الخضراء، (بالإنجليزية: Marche Verte). هو فريق الاستعراض الجوي للقوات الجوية الملكية المغربية والفريق الجوي الرسمي للمغرب. تم تشكيل الفريق «المسيرة الخضراء» في عام 1975، واعادة تشكيل في عام 1988. عندما كلف الطيار الفرنسي جان بيار أوتيللي بتأسيس فريق الاستعراض. في البداية، يتألف الفريق من طائرتين فقط. وتم زيادة هذا إلى سبعة.
مثال لعرض الفرقة بالمعرض الدولي لمراكش 2024